# مائيل
مائيل بيستويا (بالفرنسية: Maëlle Pistoia)‏ هي مغنية فرنسية ولدت في يوم 4 يناير 2001 في بلدة تورنوس في فرنسا. اشتهرت بعد فوزها بلقب ذا فويس في الموسم السابع في سنة 2019. طرحت أول ألبوم لها في نفس السنة باسم مائيل وحقق نجاحات كبيرة في عدة دول.